# Helige profeten Jesajas kyrka
Helige profeten Jesajas kyrka (rumänska: Biserica „Sfântul Prooroc Isaia“), också kallad Träkyrkan i Cârgăr (Biserica de lemn din Cârlig), är en rumänsk-ortodox träkyrkobyggnad belägen i byn Cârgăr i länet Iași, i nordöstra Rumänien.
Kyrkan är helgad åt profeten Jesaja, som är en av de större profeterna inom kristendomen.

## Historik
Helige profeten Jesajas kyrka byggdes år 1816 av en hieromunk vid namn Jesaja och som ville uppkalla kyrkan efter hans namn.
Kyrkans nuvarande (april 2018) präst är Daniel Adumitroae.

## Kyrkan
Kyrkan är gjord av träbjälkar och den står på en grund gjord av sten och som har en höjd på 0,75 meter.

## Bilder

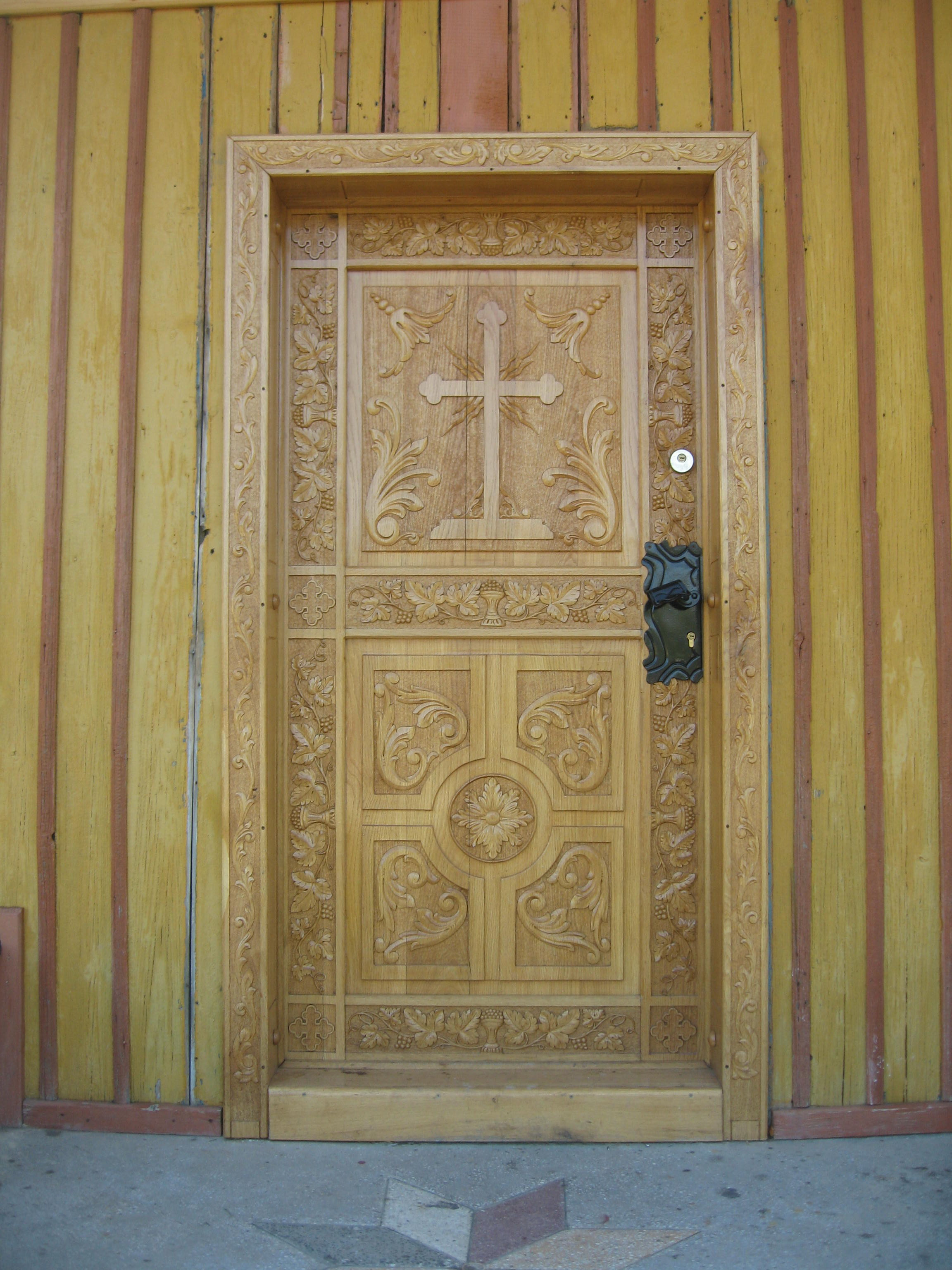
Ingången
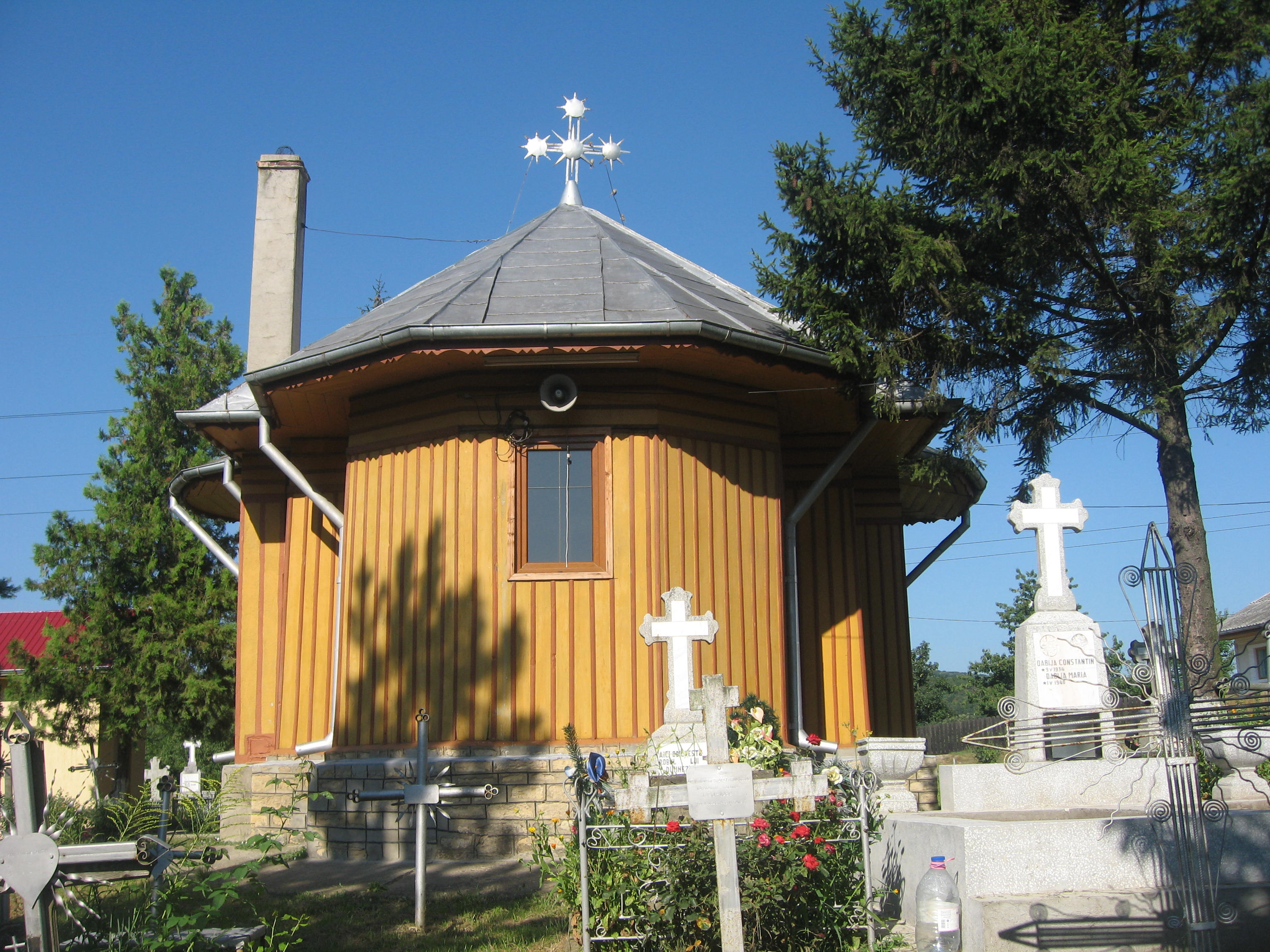
En av absiderna